# 石谷直清
石谷 直清（いしがや なおきよ）は、江戸時代の旗本。

## 生涯
仁賀保大膳誠善の三男であったが、石谷因清の死去の際にその娘を娶って養子となり、寛政6年（1794年）8月3日、17歳の時に2500石の旗本石谷氏の家督を継いだ。 文化4年（1807年）1月11日、書院番より使番となり、文化9年（1812年）12月16日、火事場見廻を兼務したという。

## 子女
- 石谷穆清

江戸北町奉行などを歴任し、安政の大獄に関与したという。